# Mets Shen (Chouchi)
Böyük Galadarasi
Pour les articles homonymes, voir Mets Shen.
Mets Shen (en arménien Մեծ շեն) ou Böyük Galadarasi (en azéri Böyük Galadərəsi) est une communauté rurale de la région de Chouchi, au Haut-Karabagh. Elle compte 95 habitants en 2005.